# Auguste Mathieu Panseron

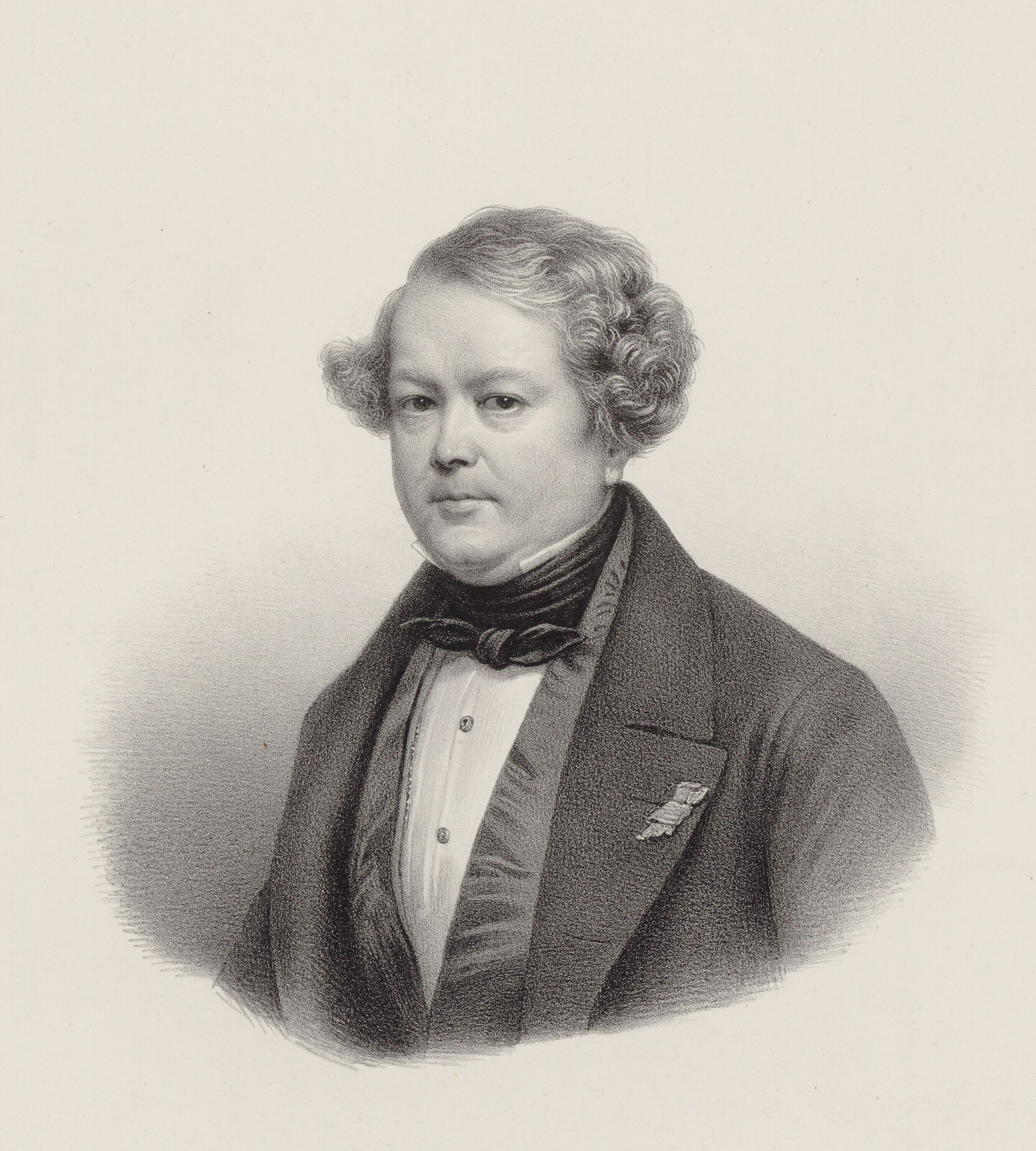
Auguste Mathieu Panseron, ca. 1850.

Auguste Mathieu Panseron (Parigi, 26 aprile 1796 – Parigi, 29 luglio 1859) è stato un compositore e insegnante francese.

## Biografia
Panseron studiò dapprima con il padre, poi a Parigi sotto la guida di François-Joseph Gossec e Giuseppe Bertini.
Dopo il soggiorno a Roma, agevolato dalla vittoria nel Prix de Rome (1813), si trasferì, per completare gli studi, a Bologna, come 
allievo di Stanislao Mattei, a Napoli e a Vienna come allievo di Antonio Salieri.
Nel 1824, Panseron incominciò la sua carriera di insegnante al 
Conservatorio di Parigi, inizialmente di solfeggio, quindi di vocalizzazione ed infine di canto.
Nella prima fase della sua carriera compose quattro lavori per l'Opéra-Comique parigina: La Grille du parc (1820),  Les Deux cousines (1821), Le mariage difficile (1823), and l'École de Rome (1829).
In seguito compose più di duecento romanze per canto e pianoforte, musica sacra, canzonette, oltre ad aver scritto vari trattati musicali sui metodi e l'arte del canto, tra cui : A.B.C. musical, 50 Solfèges d'artiste, Méthode complète de vocalisation, Traité de l'harmonie pratique et de modulation.

## Opere principali

### Opere comiche
Panseron ha composto opere comiche in un atto:
- La Grille du parc (Théâtre Feydeau, 9 settembre 1820);
- les Deux cousines (1821);
- Le Mariage difficile (19 febbraio 1823);
- L'École de Rome in collaborazione con P.G. Roll) (4 novembre 1826);

### Musica sacra
- 7 Messe;
- Mottetti;
- Kyrie;
- Sanctus;
- O Salutaris;
- Agnus Dei;
- Benedictus;
- Magnificat per mezzosoprano;
- Mois de Marie, contenente 25 canzoni religiose latine e francesi;

### Opere didattiche
François-Joseph Fétis ha elencato 18 opere teoriche scritte da Panseron, più un "Trattato di armonia e modulazione pratica" nel 1855.
- Metodo di vocalizzazione:
  - per soprano e tenore (in due parti), dedicato al suo amico Ponchard;
  - per mezzosoprano, dedicato all'amico Rossini;
  - per basso, baritono e contralto (in due parti), dedicato al suo amico Levasseur;
- Solfeggio in quattro volumi:
  - numero 1 - A B C musical, con accompagnamento di pianoforte, "per l'uso di principianti";
  - numero 2 - Continua dal musical A B C, con accompagnamento di pianoforte. "Questo solfeggio è più difficile del precedente, e va fino alla fa, un terzo sopra";
  - numero 3 - Una sinfonia in due parti, con accompagnamento di pianoforte, "che può anche essere cantata da due voci femminili o da due voci maschili";
  - number 4 - Solfeggio dell'artista, o complemento dell'arte della lettura musicale, in due parti, contenente una serie di lezioni progressive per ogni chiave;
- Musica completa per voci di basso e baritono, dedicata a S.A.R.Monseigneur le Duc de Nemours;
- Concerto di concerto a 2, 3 e 4 voci, in tre parti, "Per l'uso di coristi, classi e pensioni";
- Solfeggio pianistico (1845), approvato da Zimmerman e Kalkbrenner;
- Solfeggio del violinista (1845), approvato da Habeneck e Charles de Bériot;
- Trattato di armonia pratica e delle modulazioni per i pianisti, in tre parti: Trattato di Armonia, L'arte della modulazione, Esercizi che devono essere svolti dagli studenti (1855);
- 25 vocalizzazioni facili e progressive per mezzosoprano, precedute da 25 esercizi (1845);
- 25 vocalizzi e 25 esercizi progressivi per basso, baritono e contralto;
- 12 studi speciali, preceduti da 12 esercizi per soprano o tenore;
- 12 studi speciali, preceduti da 12 esercizi per basso, baritono e contralto.